# Ogcodes obscuripes
Ogcodes obscuripes este o specie de muște din genul Ogcodes, familia Acroceridae, descrisă de Chvala în anul 1980.
Este endemică în Czech Republic. Conform Catalogue of Life specia Ogcodes obscuripes nu are subspecii cunoscute.